# Ryler DeHeart
Ryler DeHeart (Kauai, 3 de Janeiro de 1984) é um tenista profissional norte-americano, seu melhor ranking de N. 195 em simples, e 183 em duplas pela ATP.

## Conquistas (4)

### Simples (3)
| Legenda (Simples)      |
| Grand Slam (0)         |
| Tennis Masters Cup (0) |
| ATP Masters Series (0) |
| ATP Tour (0)           |
| Challengers (1)        |
| Futures (2)            |

| N. | Data           | Torneio                   | Piso | Oponente na final | Placar           |
| 1. | Julho 24, 2006 | Illinois, Estados Unidos  | Duro | Todd Paul         | 6-7(2), 6-2, 6-1 |
| 2. | Julho 30, 2007 | Illinois, Estados Unidos  | Duro | Matt Bruch        | 6-4, 6-3         |
| 3. | Junho 1, 2009  | Yuba City, Estados Unidos | Duro | Carsten Ball      | 6-2, 3-6, 7-5    |

### Duplas (1)
| Legenda                |
| Grand Slam (0)         |
| Tennis Masters Cup (0) |
| ATP Masters Series (0) |
| ATP Tour (0)           |
| Challengers (1)        |
| Futures (0)            |

| N. | Data             | Torneio                | Piso | Parceiro       | Oponente na final        | Placar               |
| 1. | Janeiro 31, 2010 | Hawaii, Estados Unidos | Duro | Kevin Anderson | Im Kyu Tae Martin Slanar | 3–6, 7–6(2), [15–13] |